# Poljčane
Poljčane (Duits: Pöltschach) is een gemeente in de Sloveense regio Podravska en telt 4327 inwoners (2007).

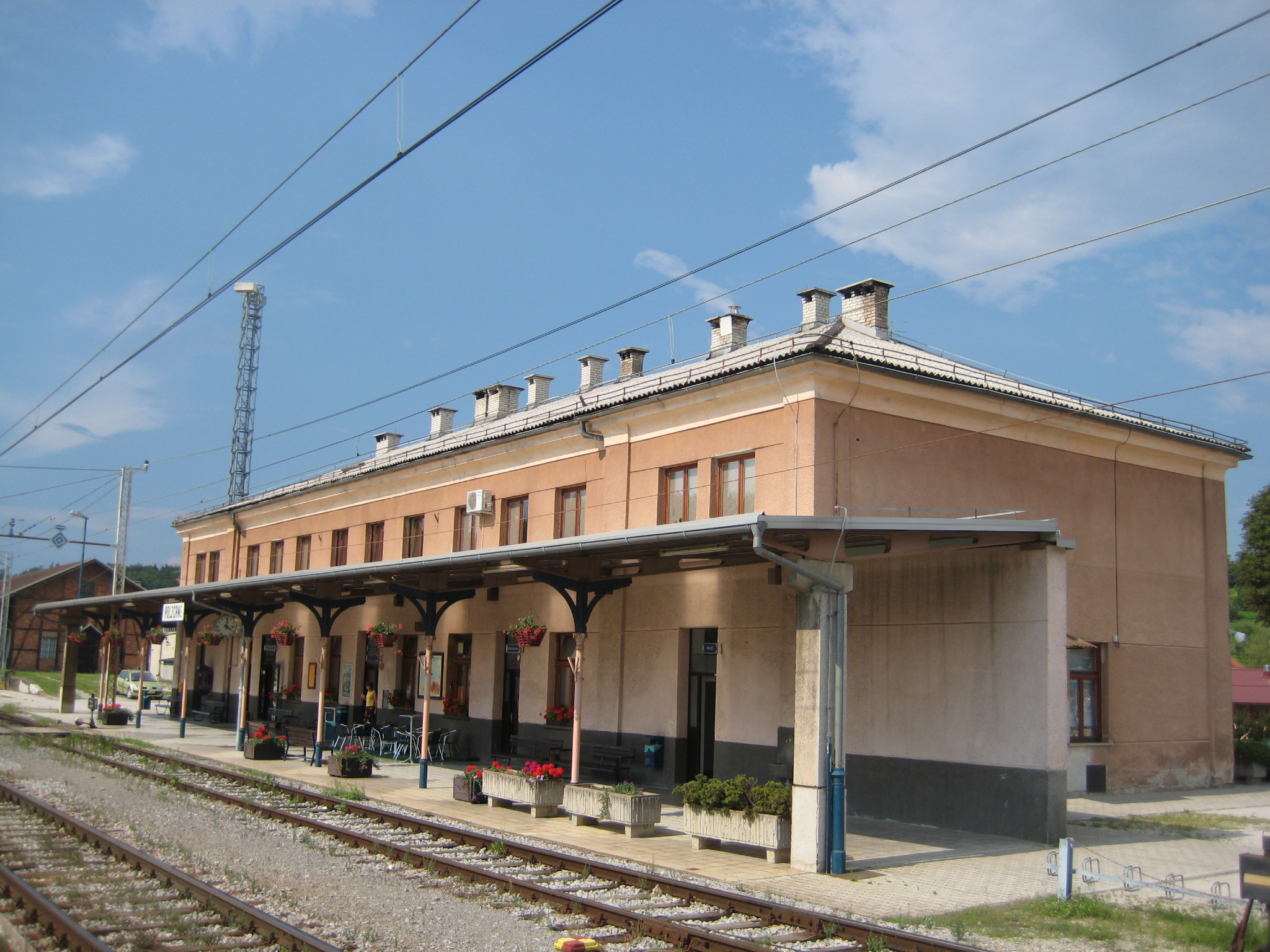
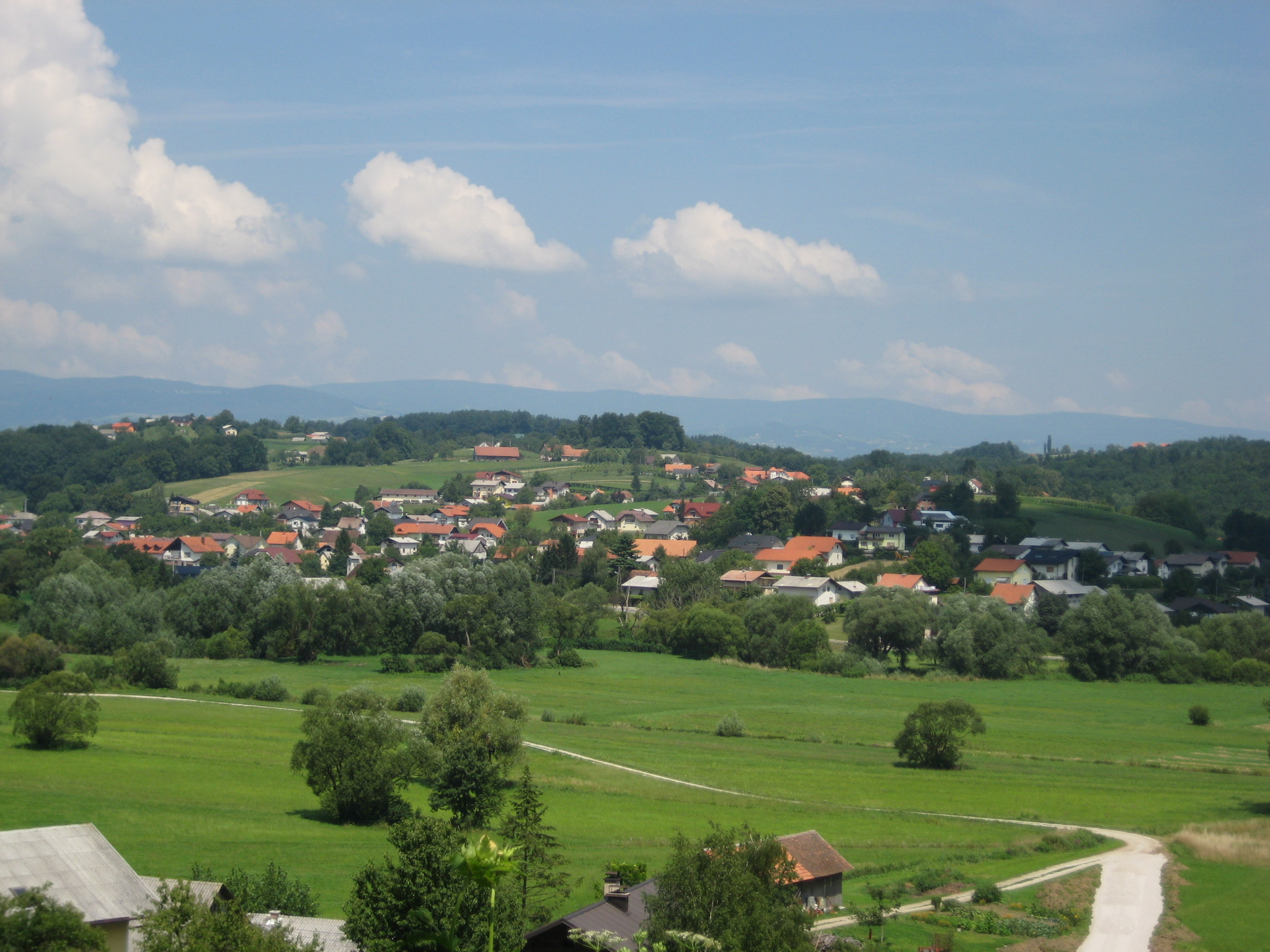

## Plaatsen in de gemeente
Brezje pri Poljčanah, Čadramska vas, Globoko ob Dravinji, Hrastovec pod Bočem, Krasna, Križeča vas, Ljubično, Lovnik, Lušečka vas, Modraže, Novake, Podboč, Poljčane, Spodnja Brežnica, Spodnje Poljčane, Stanovsko, Studenice, Zgornje Poljčane
Benedikt · Cerkvenjak · Cirkulane · Destrnik · Dornava · Duplek · Gorišnica · Hajdina · Hoče-Slivnica · Juršinci · Kidričevo · Kungota · Lenart · Lovrenc na Pohorju · Majšperk · Makole · Maribor · Markovci · Miklavž na Dravskem polju · Oplotnica · Ormož · Pesnica · Podlehnik · Poljčane · Ptuj · Rače-Fram · Ruše · Selnica ob Dravi · Slovenska Bistrica · Središče ob Dravi · Starše · Sveta Ana · Sveta Trojica v Slovenskih goricah · Sveti Andraž v Slovenskih goricah · Sveti Jurij · Sveti Tomaž · Šentilj · Trnovska vas · Videm · Zavrč · Žetale
1. ↑  "Prebivalstvo po starosti in spolu, občine, Slovenija, polletno". Statistični urad Republike Slovenije. Geraadpleegd op 18 april 2021.